# Прилади електричного висадження
Прилади електричного висадження (рос. приборы электрического взрывания, англ. electric blasting devices, нім. elektrisches Sprengzubehör n) – пристрої, які направляють у електровибухову мережу імпульс струму, достатній для безвідмовного запалювання електродетонаторів у кількості, яка вказана у паспорті приладу.
В залежності від джерела енергії розрізняють: П.е.в. з гальванічними елементами (конденсаторні або високочастотні); ви-саджувальні машинки, які одержують енергію від генератора з ручним приводом; мережеві висаджувальні прилади; багатоканальні П.е.в.